# قطور (شاهین‌دژ)
قطور روستایی از دهستان چهاردولی، بخش کشاورز، شهرستان شاهین‌دژ، استان آذربایجان غربی در ۲۴ کیلومتری شمال شرق شهر کشاورز قرار دارد. جمعیت این روستا در سال ۱۳۹۵، برابر با ۶۴۲ نفر ۱۷۸ خانوار بوده‌است که به زبان ترکی آذربایجانی صحبت می‌کنند.